# Campionato mondiale sport gruppo 6 1976
Il Campionato mondiale vetture sport 1976 (en. World Sports Car Championship ), è stata la 1ª  edizione del Campionato mondiale vetture sport.

## Risultati
| Nº | Data         | Gara                        | Costruttore | Piloti                     | Resoconto |
| -- | ------------ | --------------------------- | ----------- | -------------------------- | --------- |
| 1  | 4 aprile     | 300 km del Nürburgring      | Porsche     | Reinhold Joest             | Resoconto |
| 2  | 25 aprile    | 4 Ore di Monza              | Porsche     | Jochen Mass Jacky Ickx     | Resoconto |
| 3  | 23 maggio    | 500 km Imola                | Porsche     | Jochen Mass Jacky Ickx     | Resoconto |
| 4  | 27 giugno    | Coppa Florio                | Porsche     | Jochen Mass Rolf Stommelen | Resoconto |
| 5  | 22 agosto    | 200 Miglia di Mosport       | Shadow      | Jackie Oliver              | Resoconto |
| 6  | 5 settembre  | 500 km di Digione           | Porsche     | Jochen Mass Jacky Ickx     | Resoconto |
| 7  | 19 settembre | 200 Miglia del Salzburgring | Porsche     | Jochen Mass                | Resoconto |

## Classifica
| Pos | Squadra    | Totale |
| --- | ---------- | ------ |
| 1   | Porsche    | 100    |
| 2   | Osella     | 47     |
| 3   | Alpine     | 47     |
| 4   | Lola       | 40     |
| 5   | March      | 23     |
| 6   | Chevron    | 22     |
| 7   | Alfa Romeo | 15     |
| 8   | Mirage     | 12     |
| 9   | McLaren    | 8      |
| 9   | KMW        | 8      |
| 9   | Sauber     | 8      |
| 12  | Rex        | 6      |
| 12  | Abarth     | 6      |